# 瀧澤信
瀧澤 信（たきざわ しん、1972年（昭和47年）12月8日 - ）は、日本の実業家、証券アナリスト、著作家、大学講師、投資教育家。複眼経済塾株式会社取締役・塾頭、株式会社サステイナブル・インベスター代表取締役社長。ESG投資の先駆者の一人であり、ドキュメンタリー映画『うみやまあひだ』のプロデューサーとしても知られる。公益社団法人日本証券アナリスト協会認定アナリスト（CMA）。元・清泉女子大学講師。

## 経歴
千葉県千葉市出身。祖父は、「東大分離派建築会」の主要メンバーの一人である建築家・瀧澤真弓。高祖父は、渋澤栄一と共に富岡製糸場設立に関わった小諸の豪商・高橋平四郎。伯母は、元・東京女子大学学長の湊晶子。義伯父は、免疫学者の多田富雄。
中学生で渡米し、テキサス州ヒューストンの私立校Second Baptist Schoolに学ぶ。帰国後、渋谷教育学園幕張高等学校に入学。成蹊大学経済学部経済学科卒業。
学生時代、成蹊大学体育会ラクロス部に所属。4年次に主将を務め、チームを関東1部リーグ・ベスト８に導く。
1996年4月、明治生命保険相互会社（現・明治安田生命保険相互会社）に入社。川崎支社・業務担当補佐に配属。
1997年12月、私費留学にてバングラデシュのグラミン銀行（後にノーベル平和賞受賞）の創始者ムハマド・ユヌスに教えを受け、SRI（社会的責任投資)の道を志す。
1998年4月、東京事業法人部・財務担当に配属、財務融資業務に従事し、企業分析等の基本を学ぶ。
2000年4月、明治生命保険相互会社（現・明治安田生命保険相互会社）を退社し、日本初の公募型SRIファンド（ESGファンド）である「日興エコファンド」を立ち上げた金融ベンチャーの株式会社グッドバンカーに入社、専務取締役COOに就任。当時、同社のアドバイザーだった出口治明にアナリストとしての心得を師事。
2002年4月、野村證券株式会社入社。インベストメントバンキング部門の野村プリンシパルファイナンスに配属、企業買収・バイアウト案件に携わる。
2003年、会社更生法を適用した長崎・ハウステンボスの買収チームに加わり、経営企画室長として現地に約2年間赴任し再生プロジェクトの陣頭指揮を執った。
2006年1月、野村證券を退社。同年3月9日に、株式会社サステイナブル・インベスターを起業・設立。代表取締役に就任した。同社は、沖縄県名護市の金融特区に設立している。同年、日本初の公募型森林ファンドを設定（匿名組合方式）。また、国内初のハンズオン型・株主行動型の公募型エコバリューアップファンドを設定した。同社はマルチ・ファミリーオフィス型の富裕層向けプライベートバンキングサービスを提供しており、現在、適格機関投資家等特例業務のライセンスの下、9本のプライベートファンドを運用している。
2014年、伊勢神宮式年遷宮を題材としたドキュメンタリー映画『うみやまあひだ』（監督：宮澤正明）の製作にプロデューサーとして取り組み、全国上映を実現。同映画は、マドリード国際映画祭で最優秀作品賞および最優秀プロデューサー賞の2冠を受賞したほか、世界三大ドキュメンタリー映画祭であるシェフィールド国際ドキュメンタリー映画祭にて環境賞部門ファイナルに進出した。
2016年、複眼経済塾株式会社・取締役に兼務就任。2025年1月より同塾・塾頭に就任した。
2022年、株式会社サステイナブル・インベスターの100%子会社である神楽サロン有限会社が、三重県・伊勢において旅行代理業・ガイド派遣業を開始した。同社の取締役として、当該プロジェクトに携わる。このプロジェクトは「神楽サロンTravel Agency」として展開している。

## 著作
- 『会社四季報で発見 10倍稼ぐ！ESG株』（ビジネス社、2023年9月）ISBN 978-4-8284-2548-1
- 『50代からの新NISAとiDeCo』 (松田梓ほか共著、複眼経済塾編集、メディアックス 、 2023年12月）ISBN 978-4-86674-485-8

## 出演

### テレビ
- 『STOCKVOICE』（TOKYO MXテレビ）- コメンテーター（月1回出演）[1]
- 『60秒で学べるNews』（テレビ東京）[2]
- 『NIKKEI NEWS NEXT』（ＢＳテレ東）[3]
- 『朝エクスプレス』（日経CNBC）[4]
- 『日経CNBC 昼エクスプレス』（日経CNBC）[5]

### ネット配信
- PIVOT MONEY SKILL SET[6][7]
- さくら咲く!マネーラウンジ[8][9][10][11][12][13][14]
- Every Stock News（エブリ・ストック・ニュース） - 月曜日レギュラーコメンテーター[15]
- 楽天証券 投資アカデミー[16][17]
- マネーフォワード　資産形成スクール[18]
- 探求！エミンチャンネル[19][20]

### 新聞
- 日本経済新聞[21]
- 日経ヴェリタス（投資情報専門メディア「日経ヴェリタス」を2025年3月14日に創刊）[22]

### 雑誌・WEB雑誌
- 日経マネー（日経BP）[23][24]
- PRESIDENT WOMAN Online[25]
- PRESIDENT Online[26][27][28]
- 週刊SPA!（扶桑社）[29]
- 日刊SPA[30][31][32]

### ラジオ
- 『軽井沢ラジオ大学』（FM軽井沢） - ゲスト出演[33]

## 主な講演会
- 清泉女子大学 講義[34]
- マネーフォワードME イベント＆セミナー[35]
- 楽天証券 株式投資アカデミー[36]
- 日本証券業協会 若手社員集合研修 - 2024年8月[37]
- 日本証券業協会 若手社員集合研修 - 2025年3月[38]